# Шоллах (Нижняя Австрия)
Шоллах (нем. Schollach (Niederösterreich)) — коммуна (нем. Gemeinde) в Австрии, в федеральной земле Нижняя Австрия.
Входит в состав округа Мельк. Население составляет 938 человек (на 31 декабря 2005 года). Занимает площадь 19,67 км². Официальный код — 31543.

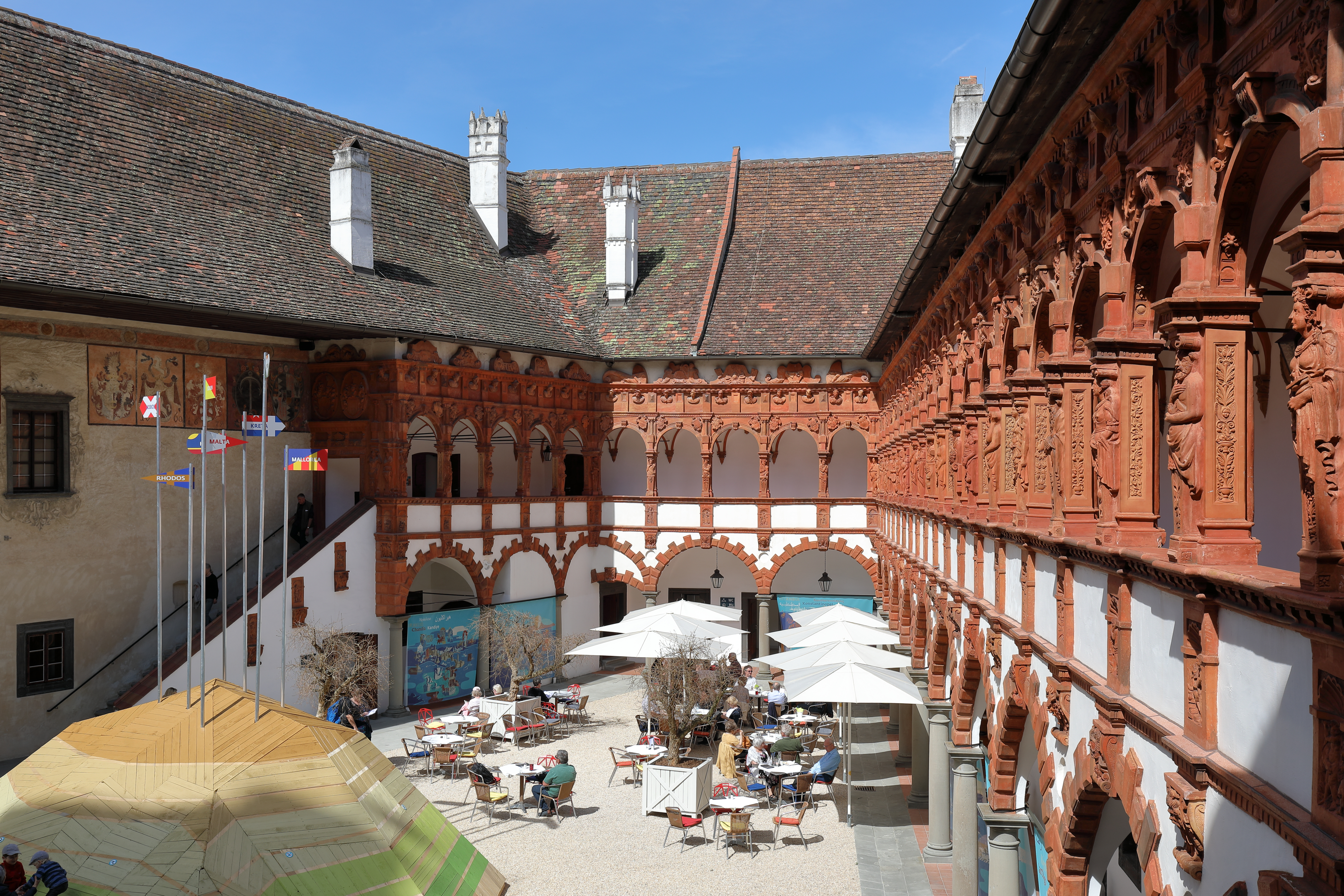
Внутренний двор замка Шаллабург

## Достопримечательности
- Шаллабург — дворцово-замковый комплекс.

## Политическая ситуация
Бургомистр коммуны — Норберт Глайс (АНП) по результатам выборов 2005 года.
Совет представителей коммуны (нем. Gemeinderat) состоит из 15 мест.
- АНП занимает 9 мест.
- СДПА занимает 6 мест.